# Tirrases
Tirrases es un distrito del cantón de Curridabat, en la provincia de San José, de Costa Rica.

## Toponimia
El nombre de Tirrases se deriva del árbol llamado por los indígenas huetares, Tirrá; esto debido a la gran cantidad de árboles de esta especie que existían en la zona.

## Historia
En 1909, ante la necesidad del Gobierno de la República de hacer un leprosario en las afueras de San José, una mujer llamada doña Mercedes (nunca se supo el apellido), donó su finca en Tirrases. El leprosario se comenzó a construir en 1907. Años después se construyó la casa para el internado de monjas; posteriormente la capilla, otros pabellones y el gimnasio. Durante todos esos años, los encargados transportaban materiales, medicinas y comida en carreta. En 1980, se tuvo que cerrar el leprosario. Había unos 36 internos a quienes se les dio mil colones y una silla de ruedas a los que no podían caminar.
En 1880, Tirrases era un conjunto de fincas de mediano terreno propiedad de un grupo muy reducido de familias.
En 1960 se inician los primeros caseríos desde las cercanías del actual puente sobre el río Tiribí hasta la Urbanización El Hogar. Al desarrollarse este caserío se ve la necesidad de una escuela. Se inicia en la década de los 60 la construcción de la Escuela Centroamérica y comienza a funcionar con 15 niños, 3 maestras, sin luz y unas pocas bancas. Por el año de 1965 se inició la celebración de la Eucaristía en los corredores de la escuela.
En el año de 1966 se empieza a desarrollar el caserío de La Trinidad donde se construyó una pequeña capilla inaugurada el 28 de noviembre de 1976.
El año de 1967 se empieza el proyecto de La Colina, y en 1975 se inicia la construcción de la Urbanización Lomas de San Pancracio por parte de la empresa El Hogar S.A. Como colocaron un enorme rótulo de la empresa constructora en las afueras de la Urbanización, se le conoce más como El Hogar que como Lomas de San Pancracio, cuyo nombre fue tomado de las montañas que están al frente de la urbanización.
En menos de 15 años, el distrito de Tirrases se pobló más rápidamente, en comparación con los otros distritos de Curridabat. Mucha de la gente humilde y que no tiene acceso a la vivienda, sumando la no existencia de políticas pro vivienda de los gobiernos de turno genera que muchas personas a lo largo del país terminen creando precarios en cualquier terreno desocupado, afectando también la apariencia escénica del distrito.
En el año de 1977 se descubren en algunos terrenos cementerios de aborígenes huetares. Y en 1980, mientras se construyen algunas casas se encuentran evidencias de restos históricos de la presencia de este pueblo precolombino, muy posiblemente en las márgenes del río Tiribí.

## Ubicación
Se ubica en el sur del cantón y limita al norte con los distritos de Curridabat y Sánchez, al este con el distrito de Sánchez y los cantones de La Unión y Desamparados, al oeste con el distrito de Curridabat y el cantón de Desamparados y con el cual también limita al sur.

## Geografía
Tirrases cuenta con un área de 1,88 km² y una altitud media de 1175 m s. n. m.

## Demografía
Tirrases se caracteriza por poseer una población en riesgo social y tener una gran división social. Para el año 2022, Tirrases cuenta con una población estimada de 16 151 habitantes, y para el último censo efectuado, en 2011, Tirrases contaba con una población de 16 247 habitantes.

## Localidades
- Comunidades: La Colina, San Francisco, Calle el Tajo, Lomas de San Pancracio, Don Arnoldo, La Trinidad, Calle Sánchez, El Sendero, El Higuerón, La Trinidad, La Ponderosa, Valle del Sol, El Bosque, Gloria Bejarano, Llanos de la Gloria, Santa Teresita, Miravalles, Quince de Agosto, Colonia Cruz, El Mirador, Cuatro Calles.

## Cultura

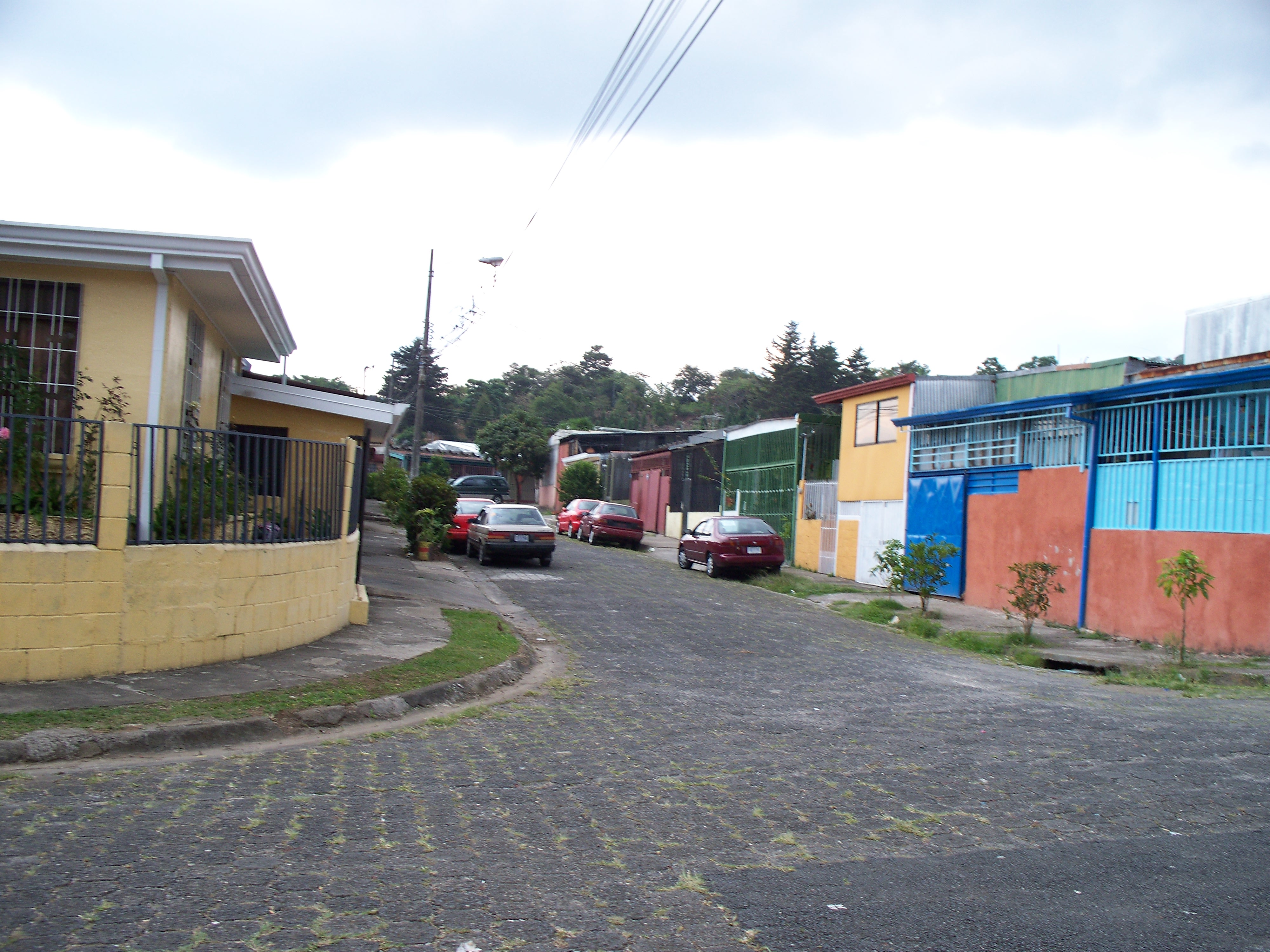
Tirrases

### Educación
Un 6.98% de la población de Tirrases no posee ningún nivel de instrucción, y además tiene el mayor índice de deserción escolar del cantón con un 33.16% de la población infantil y juvenil (entre 5 y 19 años), esto de acuerdo con el estado de la Nación. Por otra parte, solamente un 7.9% de su población tiene educación universitaria (datos al 2002). 
El distrito cuenta con dos escuelas públicas: La Escuela Centroamérica y la Escuela del Quince de Agosto y un colegio público llamado Colegio Técnico Profesional Uladislao Gámez Solano. Este colegio cuenta desde mediados de 2014 con modernas instalaciones totalmente equipadas para brindar una educación de calidad a la población de Tirrases. Actualmente cuenta con 950 estudiantes y posee un amplio terreno donde se imparten las especialidades de secretariado, contabilidad y ejecutivo para centros de servicio, además cuenta con 3 laboratorios de cómputo donde se imparten especialidades como Informática en Soporte e Informática en Desarrollo de Software. Por otra parte, existen entidades privadas de preescolar y colegio, como el centro educativo Saint Benedict.
Una entidad importante es el Colegio Nacional Virtual Marco Tulio Salazar ubicado en las instalaciones del CTP Uladislao Gámez.

### Salud
El servicio de Salud de Tirrases es atendido por un EBAIS (Equipo Básico de Atención Integral en Salud), perteneciente al Área de salud de Curridabat, el cual cuenta con 2 edificios para atender al Distrito en Hacienda Vieja y Calle Mercedes frente INA, atendido por la Caja Costarricense del Seguro Social (CCSS).

### Religión
Actualmente Tirrases cuenta con una gran diversidad de denominaciones religiosas y cultos, reunidas en iglesias de todos los tamaños.
Respecto al catolicismo, la Parroquia de Tirrases es llamada "Santa Eduviges" y pertenece a la vicaría de San Pedro Apóstol, y cuenta con dos filiales, una en Las Mercedes y otra en La Trinidad.

## Gobierno local
| #                       | Partido                       | Nombre                   |
| Síndico propietario     | Síndico propietario           | Síndico propietario      |
| ----------------------- | ----------------------------- | ------------------------ |
| 1                       | Curridabat Siglo XXI          | Esteban Ramírez Aguilar  |
| Síndico suplente        |                               |                          |
| 2                       | Curridabat Siglo XXI          | Andrea Acuña Jara        |
| Concejales propietarios |                               |                          |
| 3                       | Partido Restauración Nacional | Raquel Ruiz Mena         |
| 4                       | Partido Nueva República       | Iván Quesada Gómez       |
| 5                       | Partido Liberación Nacional   | Walter Hernández Herrera |
| Concejales suplentes    |                               |                          |
| 7                       | Partido Restauración Nacional | Damaris Rivera Hidalgo   |

## Transporte

### Carreteras
Al distrito lo atraviesan las siguientes rutas nacionales de carretera:
- Ruta nacional 210
- Ruta nacional 211